# サセックス郡 (バージニア州)
サセックス郡（英: Sussex County）は、アメリカ合衆国バージニア州の南東部に位置する郡である。2010年国勢調査での人口は12,087人であり、2000年の12,504人から3.3%増加した。郡庁所在地は国勢調査指定地域のサセックス（人口256人）であり、同郡で人口最大の町はウェイバリー町（人口2,149人）である。郡名は、イングランドのサセックスから採られた。

## 地理
アメリカ合衆国国勢調査局に拠れば、郡域全面積は493平方マイル (1,276 km2)であり、このうち陸地491平方マイル (1,271 km2)、水域は2平方マイル (5 km2)で水域率は0.43%である。

### 主要高規格道路
- 州間高速道路95号線
- アメリカ国道301号線
- アメリカ国道460号線
- バージニア州道31号線
- バージニア州道35号線
- バージニア州道40号線
- バージニア州道139号線

### 隣接する郡
- ディンウィディ郡 - 北西
- プリンスジョージ郡 - 北
- サリー郡 - 北東
- サウサンプトン郡 - 南東
- グリーンズビル郡 - 南西

## 人口動態
以下は2000年国勢調査による人口統計データである。
| 基礎データ - 人口: 12,504人 - 世帯数: 4,126 世帯 - 家族数: 2,809 家族 - 人口密度: 10人/km2（26人/mi2） - 住居数: 4,653軒 - 住居密度: 4軒/km2（10軒/mi2） 人種別人口構成 - 白人: 36.39% - アフリカン・アメリカン: 62.13% - ネイティブ・アメリカン: 0.13% - アジア人: 0.12% - 太平洋諸島系: 0.02% - その他の人種: 0.54% - 混血: 0.67% - ヒスパニック・ラテン系: 0.82% 年齢別人口構成 - 18歳未満: 19.6% - 18-24歳: 9.0% - 25-44歳: 34.4% - 45-64歳: 23.6% - 65歳以上: 13.4% - 年齢の中央値: 38歳 - 性比（女性100人あたり男性の人口） - 総人口: 135.1 - 18歳以上: 142.3 | 世帯と家族（対世帯数） - 18歳未満の子供がいる: 28.5% - 結婚・同居している夫婦: 45.0% - 未婚・離婚・死別女性が世帯主: 18.9% - 非家族世帯: 31.9% - 単身世帯: 28.2% - 65歳以上の老人1人暮らし: 12.4% - 平均構成人数 - 世帯: 2.41人 - 家族: 2.94人 収入と家計 - 収入の中央値 - 世帯: 31,007米ドル - 家族: 36,739米ドル - 性別 - 男性: 29,307米ドル - 女性: 22,001米ドル - 人口1人あたり収入: 14,670米ドル - 貧困線以下 - 対人口: 16.1% - 対家族数: 12.8% - 18歳未満: 24.3% - 65歳以上: 19.2% |

## 州政府の機関
バージニア矯正省が郡内ウェイバリーに近い未編入領域でサセックスI州立刑務所とサセックスII州立刑務所を運営している。サセックスI州立刑務所には男性死刑囚を収容している。1998年8月3日にメクレンバーグ矯正センターから現在の刑務所に移された。
2つの刑務所が建設されたことで、囚人の数を含むとサセックス郡は人口増加率が国内で最も高い郡となり、これを省くと人口は減少したことになる。

## 町
- ウェイバリー
- ジャラット
- ストーニークリーク
- ウェイクフィールド

### 未編入の町
- サセックス - 郡庁所在地
- イエール

## 教育
サセックス郡公共教育学区が公立学校を運営している。唯一の高校はサセックス中央高校であり、サセックスの町にサセックス中央中学校と隣接してある。小学校は2校ある。他にガバナーズスクールと技術訓練センターが1つずつある。